# George Mudie
George Edward Mudie (ur. 6 lutego 1945 w Dundee) – brytyjski polityk Partii Pracy, deputowany Izby Gmin.

## Działalność polityczna
W okresie od 9 kwietnia 1992 do 30 marca 2015 reprezentował okręg wyborczy Leeds East w brytyjskiej Izbie Gmin.